# Julij
Julij (izvirno slovensko: mali srpan) je sedmi mesec gregorijanskega koledarja, z 31 dnevi. Julij je dobil ime po Juliju Cezarju, pred tem so ga latinsko imenovali Quintilis, ker je bil peti mesec rimskega koledarja, v katerem se se je leto začelo z marcem.

## Prazniki in obredi
- 4. julij - dan neodvisnosti (ZDA)
- 6. julij - dan Jana Husa (Češka)